# الانتباه (رواية)

الانتباه (البرتو مورافيا) 1965

الانتباه (بالإيطالية: L'attenzione) رواية للكاتب الإيطالي البرتو مورافيا صدرت عام 1965  عن دار النشر الإيطالية «بومبياني» في 348 صفحة، بعد خمس سنوات من صدور روايته «الملل» الفائزة بجائزة فياريجيو. الموضوع الرئيسي للرواية هو الاكتشاف المستمر، صفحة بعد صفحة، لعدم أصالة الواقع. بطل الرواية هو فرانشيسكو ميريغي، الذي يشعر بزيف العلاقات الإنسانية، القائمة على الربح الاقتصادي وليس على القيم المثالية.

## شخصيات الرواية
فرانشيسكو: بطل وهو صحفي يعيش في روما، وينتمي لأسرة بورجوازية ولكنه يساري، يتزوج من سيدة من الطبقة الفقيرة ويفقد أهتمامه وحبه لها
كورا: زوجة فرانشيسكو وتعمل في حياكة الملابس، وأيضا في القوادة
بابا: ابنة كورا، ويقع في غرامها فرانشيسكو ويعيش في صراع نفسي
الراوي: هو البطل، ويؤلف روايته أمام القارئ، ويختلق بعض أحداث لإستكمال البناء الدرامي. يعيش في محاولة كتابة رواية جديدة، ويعتقد أن كتابتها سوف تخلق معنى لحياته. أثناء سرد روايته للقارئ يكون قد أتم الرواية التي يريد كتابتها.

## مقتطفات من الرواية
يبدأ مورافيا بكتابة "تمهيد" في 35 صفحة، يوضح فيه سبب كتابته ليومياته، وما علاقة ذلك بكتابة رواية، فيقول: "ينبغي علي قبل كل شيء أن أذكر لما كتبت يومياتي. عديدة هي الأسباب التي تدفع بالمرء إلى كتابة يوميات: فقد يكون راغب في تسجيل وقائع يعتبرها هامة، أو راغبا في المسارة والمناجاة والاعتراف، أو راغبا في تلبية نداء غريزة التوفير والاقتصاد التي توحي أحيانا للكتاب باستغلال تفاصيل أحداث حياتهم كي يزيد عدد كتبهم المنشورة، وهناك أيضا حوافز الغرور والعجب بالذات. أما هذه اليوميات فقد كتبت على العكس لتكون فيما بعد أساسا
لرواية، أي كمجموعة مواد يمكن استخدامها فما بعد في تحرير رواية. كان طابع مهنتي هذه عاديا بالأحرى في الظاهر: فبعد أن قمت بدراسات أدبية، كتبت قصصا قصيرة، ومقالات لصحيفة يسارية، لقد سنحت لى، من غير ما انتظار، فرصة للمساهمة في صحيفة يومية محافظة الميول، فلم أتردد وقبلت العرض، ورغم إنني لم أكن منتميا إلى أي حزب من الأحزاب فإن أفكاري السياسية كانت معروفة، وعديدون هم الناس الذين أصدروا حكما قاسيا على قائلين أنني ورطت نفسي وأسأت إلى سمعتي شأن الكثيرين من الطموحين الذين بعد أن برزوا في معسكر اليسار باعوا أنفسهم لليمين. لكن هذا لا ينطبق علي في الحقيقة. الواقع إن انتقالي من صحيفة يسارية إلى صحيفة محافظة لا يمكن تفسيره برغبة، ولو غير واعية، في الربح والاستفادة ولا بتبدل في الرأي شاءت له الصدف، كا يحدث غالبا، أن يلتقي ومصلحتي الخاصة. وهكذا قررت أن أقوم بنوع من تجربة، فسوف أحرر من الآن فصاعدا يومياتي أثناء فترات إقامتي القصيرة في روما، يوميات شهرين من حياتي، ثم سأحاول أن أستخلص، من هذه اليوميات، رواية إن جاز التعبير".
يبدأ مورافيا في سرد يوميات متتالية، من يوم الثلاثاء 13 أكتوبر وحتى يوم 18 ديسمبر من نفس العام تتضمن حواراته مع أطراف أخرى وينتهي بخاتمة يقول فيها:
"كتبت القسم المتخيل الذي له طابع الدراسة مع العزم المسبق على عدم نقله إلى الرواية، وهو في الواقع تسجيل لكل ما يمكن أن يخطر ببال الروائي أثناء تفكيره في الرواية التي يريد كتابتها، لأشياء قد تساعده على كتابة الرواية لكن لا يمكن، بكل بداهة، أن تمثل فيها. بيد أننى إذا ماحذفت هذا القسم، فلن يبقى شيء كثير للرواية الحقيقية، وبالفعل، لم يحدث من شيء يصلح لآن يكون عقدة قصة. وفضلا عن ذلك، بالرغم من أنه لم يحدث شيء، لم أذكر في يومياتي تفاصيل الحياة اليومية التي لا يحصى لها عد كما كنت أزمع في البدء، فقد نهاني عن ذلك الجانب الاستثنائي للموقف الذي وجدت نفسي فيه. لكنى عندما وصلت إلى هذا الحد من تأملاتي، اكتشفت اكتشافا أذهلني بل أغضبني تقريبا لأنه كان في الواقم اكتشافا لشيء طبيعي وبديهي كان يجدر بي أن أفكر به على الفور: لا ضرورة لاستخلاص رواية من يومياتي، فروايتي قد كتبتها وانتهيت منها حتى من دون أن انتبه إلى ذلك. ان هذه
الرواية ليست شيئا آخر غير اليوميات نفسها، كما كتبتها كل يوم بيومه، لا بالأحداث النادرة التي حدثت فعلا فحسب، بل أيضا وعلى الأخص بالأحداث التي لم تحدث البتة والتي حامت بها أو تخيلتها أو قدمتها فقط كفرضيات. قد خيل إلي دوما أن الرواية التي سأستخلصها من يومياتي يجب أن تكون رواية عادية لها بطل يكون أنا نفسي وشخصيات كثيرة. والحال إن يومياتي التي هي في الواقع رواية كاملة متكاملة، لها بطل ليس بشخصة وانما كيان أدبي، أي بالضبط الرواية التي كنت أزمع كتابتها فيما بعد، بمقتضب القول، كانت الرواية هي البطل الحقيقي لليوميات وليس أنا. قررت أن أنشر يومياتي كما كتبتها، مكتفيا بتغير أسماء الأشخاص وبعض الأماكن، وهذا ما فعلته، إن ما يظهر اليوم في شكل رواية، ليس بالفعل من شيء آخر غير يومياتي التي أضفت اليها تمهيدا وخاتمة، لكني حافظت على العنوان "الانتباه" الذي هو أيضا عنوان الرواية التي كنت أزمع كتابتها. إنه عنوان مناسب، على الأقل هذا ما أعتقده، وفضلا عن ذلك أخشى أن تعدو القصة مشوشة بعض الشيء، وبذلك يكون حفاظي على العنوان أشبه بدعوة إلى القارئ لكي يخص هذا الكتاب بالانتباه نفسه الذي يعيره عادة (ينبغي أن نأمل ذلك) لأحداث حياته الخاصة".

## اقتباسات من الكتاب
تم تقديم «الانتباه» في شكل قراءة مسرحية في 14 يونيو 1967 على مسرح إليسيو في روما، من إخراج إدمو فينوجليو، تمثيل لويجي فانوتشي، ورينزو بالمر، وكارمن سكاربيتا، وماريسا مانتوفاني، وجاني بوناجورا. وفي عام 1985 صدر الفيلم المقتبس من رواية «الانتباه» للمخرج جيوفاني سولداتي، ومن بطولة ستيفانيا ساندريللي، وبن كروس، وأماندا ساندريللي، وكتب موقع «أول موفي Allmovie» عن الفيلم: «إنها قصة بطيئة الخطى وثقيلة عن الحب والشهوة مظللة بإيحاءات سفاح القربى والسحاق التي لم تتحقق أبدا. ليفيا (ستيفانيا ساندريللي) امرأة تحاول استعادة عاطفة زوجها ألبرتو (بن كروس)، الذي تأخذه مهنته الصحفية بعيدا لعدة أشهر في كل مرة. ما لا تعرفه هو أن لديه جاذبية لا يمكن إنكارها لابنتهما مونيكا (أماندا ساندريللي، ابنة ستيفانيا في الحقيقة). قادتها الانحرافات الجنسية لليفيا إلى توظيف شابات لممارسة الجنس مع ألبرتو بينما تستمع في الاختباء. عندما تريد مونيكا الدخول في هذا الفعل أيضا، يتم الكشف عن الحقيقة الحقيقية حول أبويها».

## نقد وتعليقات
كتبت راميار فارس على موقع «كوردستان تي في»: «علامة بارزة في أدب مورافيا، وسيجد من يقرأها بعض الصعوبة لتشابك الأحداث وتطور المواقف، ما يضفي عليها مسحة من التعقيد، لكنه سرعان ما يكتشف الأجوبة الشافية لعدد من التساؤلات التي ستطرح نفسها في فصول الرواية والتي تنتهي بموت كورا زوجة فرنشيسكو بطل الرواية واكتشافه في لحظة ما، ان اليوميات التي كتبها والتي أراد ان يستخلص منها مادته الروائية الخام ليبدأ بكتابة رواية جديدة، أصبحت رواية كاملة بحد ذاتها».
كتب الشاعر السوري نزار غالب فليحان على موقع دحنون: «بين الأصالة واللاأصالة، بين الإنتباه واللاإنتباه، تنمو رواية ألبرتو مورافيا في تربة من التساؤلات والجدل بين أن يحقق حلمه في كتابة رواية على أنقاض يومياته كما هي أو أن يعيد ترتيب أحداثها بقصّ ما لا يراه مناسبا لحلمه الرواية وإضافة ما يرى أنه يعزز ذلك الحلم، بين أن يقدم لنا أبطاله كما هم بحسناتهم وسيئاتهم أو أن ينحاز إلى الجميل فيهم. عمل روائي مختلف في لغة السرد ورسم الحدث ورصد الشخصيات، وفي» الإنتباه«تصوير مبالغ في دقته خاصة للأماكن التي دارت الرواية في فناءاتها والتي كادت ترى بين السطور.» الانتباه«رواية خدعنا ألبرتو مورافيا حين ادعى أنه يكتبها لنا حين كتبها بنا».
كتب موقع الباحثون السوريون عن رواية «الإنتباه»: «تناقش مفاهيم شتى على رأسها مفهوم الأصالة، فعقدة الكاتب في روايته هي الهروب من» لاأصالة«الأفعال، وتقصي الأصالة التي تتمثل - حسب رأيه - في موقف متأمل دون تدخل في مجريات الأحداث، وهناك مناقشة لمفهوم الفساد وفكرة التكفير عن الذتب أيضا، ويطرح عن طريقها مقاربة مع مأساة أوديب الذي يتوصل إلى معرفة الحقيقة بعد سنوات عديدة من السهو واللامبالاة فيفقأ عينه. أفكارا عميقة تدور حول الإحساس بالشيئية والدخول في العدم، وتحربة الموت النفسي والولادة من جديد، ويطرح موضوع الأدب الجنسي وتأثيره في بناء الرواية أيضا، والمحاكمة الصعبة لموضوح الحب السفاح. وهذا كله في سياق منسجم ذكي البناء يعالج تطورا نفسيا أكثر من أحداثا ووقائع».
كتب ستيليو غيدوتي على موقع فيفريميلانو: «لم تعد قصة الشعور بالذنب ناشئة عن خطأ ارتكب بالفعل؛ بل هي قصة كيفية تعامل الروائي مع مشكلة تمثيل الذنب والشعور بالذنب. مع الوجه الأول للخاتمة، سيكون لديّ رواية درامية، والثانية، دراما رواية. الآن سوف يرغب شخص ما في معرفة أي من الاستنتاجين يجيب على الحقيقة، وهذا ما حدث بالفعل. لكنني لن أقول هذا، لأنه ليس من الضروري بالنسبة لي أن أقول ذلك. في الحقيقة: عندما يقال كل شيء، فإن مشكلتي، بعد كل شيء، لا تتمثل في اتهامي كثيرا، أو تبرير نفسي، أو الكشف عن نفسي، بل بالأحرى كتابة رواية، وصحيح أنه لا يمكنك كتابة رواية إلا بقول الحقيقة. لكن من يستطيع أن ينكر أن كلا الاستنتاجين صحيح، وإن كان بطريقة مختلفة».
كتب موقع «ذي مودرن نوفل»: «العلاقة بين ما هو حقيقي وما هو غير موجود، والعلاقة بين الحياة الواقعية والحياة المتخيلة هي جوهر هذه الرواية (لأنها في صميم العديد من روايات القرن العشرين). من المؤكد أن استكشاف مورافيا لهذا الموضوع مثير للاهتمام ويستحق القراءة».

## وصلات خارجية
https://dahnon.org/archives/10895 الانتباه (رواية)
https://www.imdb.com/title/tt0086919/ الانتباه (رواية)
https://www.syr-res.com/article/21020.html الانتباه (رواية)
https://www.goodreads.com/ar/book/show/7002917 الانتباه (رواية)